# Mesodesmatidae
Mesodesmatidae zijn een familie van tweekleppigen uit de superorde Imparidentia.

## Geslachten
- Amarilladesma M. Huber, 2010
- Anapella Dall, 1895
- Atactodea Dall, 1895
- Coecella Gray, 1853
- Davila Gray, 1853
- Donacilla Philippi, 1836
- Mesodesma Deshayes, 1831
- Paphies Lesson, 1831
- Regterenia Rooij-Schuiling, 1972
- Soleilletia Bourguignat, 1885